# ウルムチ駅爆発事件
ウルムチ駅爆発事件（ウルムチえきばくはつじけん、中国語: 乌鲁木齐火车南站『4·30』暴力恐怖袭击案件）は、2014年4月30日に中国・新疆ウイグル自治区ウルムチ市で発生したテロ事件である。

## 概要
習近平総書記（国家主席）が同自治区を初めて視察した直後に発生した事件で、自爆した2人を含む3人が死亡し、79人が負傷した。
5月14日、逃亡していた容疑者7人が拘束された。
5月18日、中国公安当局は、ウイグル独立派組織東トルキスタンイスラム運動（ETIM）の関与を明らかにした。

## 影響
ニューヨーク・タイムズの報じたリークによれば、この事件を受けて、習近平は同年5月の新疆工作座談会での秘密演説で、一部の強硬派が主張するイスラム教の規制や根絶は否定しつつ、「ソビエト連邦の崩壊やアメリカ同時多発テロ事件も挙げて経済発展を優先した胡錦濤元総書記指導部と安全保障より人権を優先した欧米はテロリズムや分離主義の対策に失敗した」として「人民民主独裁の武器を躊躇なく行使せよ、情け容赦は無用だ」と述べテクノロジーの活用を指示した。その後、「対テロ人民戦争」「厳打暴恐活動専項行動」を掲げ、12月31日には当時の新疆ウイグル自治区人民政府主席だったヌル・ベクリをウイグル族高官では異例の中央の要職である国家発展改革委員会副主任兼国家エネルギー局局長に抜擢し、習近平はウイグル重視を打ち出した。
特に2016年に陳全国が新疆ウイグル自治区の党委書記、朱海侖が党委副書記兼政法委員会書記にそれぞれ就任して翌2017年2月に武装警察、公安部、民兵を集めた決起大会で朱海侖が「人民民主独裁の強力な拳で、全ての分離主義者とテロリストは粉砕する」と演説して以降、新疆ウイグル再教育キャンプへの大規模な拘留が始まったとされ、国際調査報道ジャーナリスト連合（ICIJ）が入手した中国政府の内部文書によれば監視カメラや携帯電話などから個人情報を収集してアルゴリズム解析する「一体化統合作戦プラットフォーム」（IJOP）によるAIと機械学習を利用したプレディクティブ・ポリシングで選別されたウイグル人は予防拘禁されるようになり、ノッティンガム大学の新疆研究者であるリアン・トゥムは「コンピュータが人間を強制収容所に送る例は他にない」と評した。
2017年6月の時点で、このシステムは新疆南部で2万人の個人を特定し、1万5千人をキャンプに送り、2千人を自宅軟禁にしたとされた。
また、全面的に管理統制が強化され、新疆ウイグル自治区はウイグル人住民がQRコードで管理され、自動車の全車両やメッカへのハッジの際には追跡装置が装着され、モスクなどに張り巡らしたAI監視カメラによって人種プロファイリングで識別され、様々なハイテクで顔認証・虹彩・指紋・DNA・声紋・歩容解析など一挙手一投足を監視される「世界でも類のない警察国家」「完全監視社会」の実験場となったと欧米メディアや人権団体は批判した。